# Станіслав Оріховський
Станісла́в Оріхо́вський гербу Окша (пол. Stanisław Orzechowski; 11 листопада 1513, Оріхівці — 1566, Журавиця) — польський релігійний діяч та мислитель доби Відродження. Перемишльський римо-католицький канонік. Письменник, оратор, філософ, історик, полеміст, гуманіст. Представник шляхетського роду Оріховських.
Один із перших представників філософської думки Ренесансу, що став заперечувати божественне походження влади. Надавав перевагу договірній теорії походження держави, яку вважав спілкою громадян, пов'язаних правом і спільною користю. Центральною темою творчості є свобода як найбільше надбанням людства, природний стан шляхетної натури. У книжечці «Baptistum Ruthenorum» («Хрещення русинів») розвивав ідею унії католицької і православної церков.
Довший час Оріховському приписували авторство специфічної формули подвійної самоідентифікації частини руської шляхти «Gente Ruthenus, natione Polonus» («Роду руського, нації польської»). Спеціальні дослідження, однак, не виявили у його творах цієї фрази. Візитівкою автора у новітній історії стало гасло «Ruthenorum me esse et libenter profiteor» — «Я русин, і охоче про це виголошую». 

## Життєпис

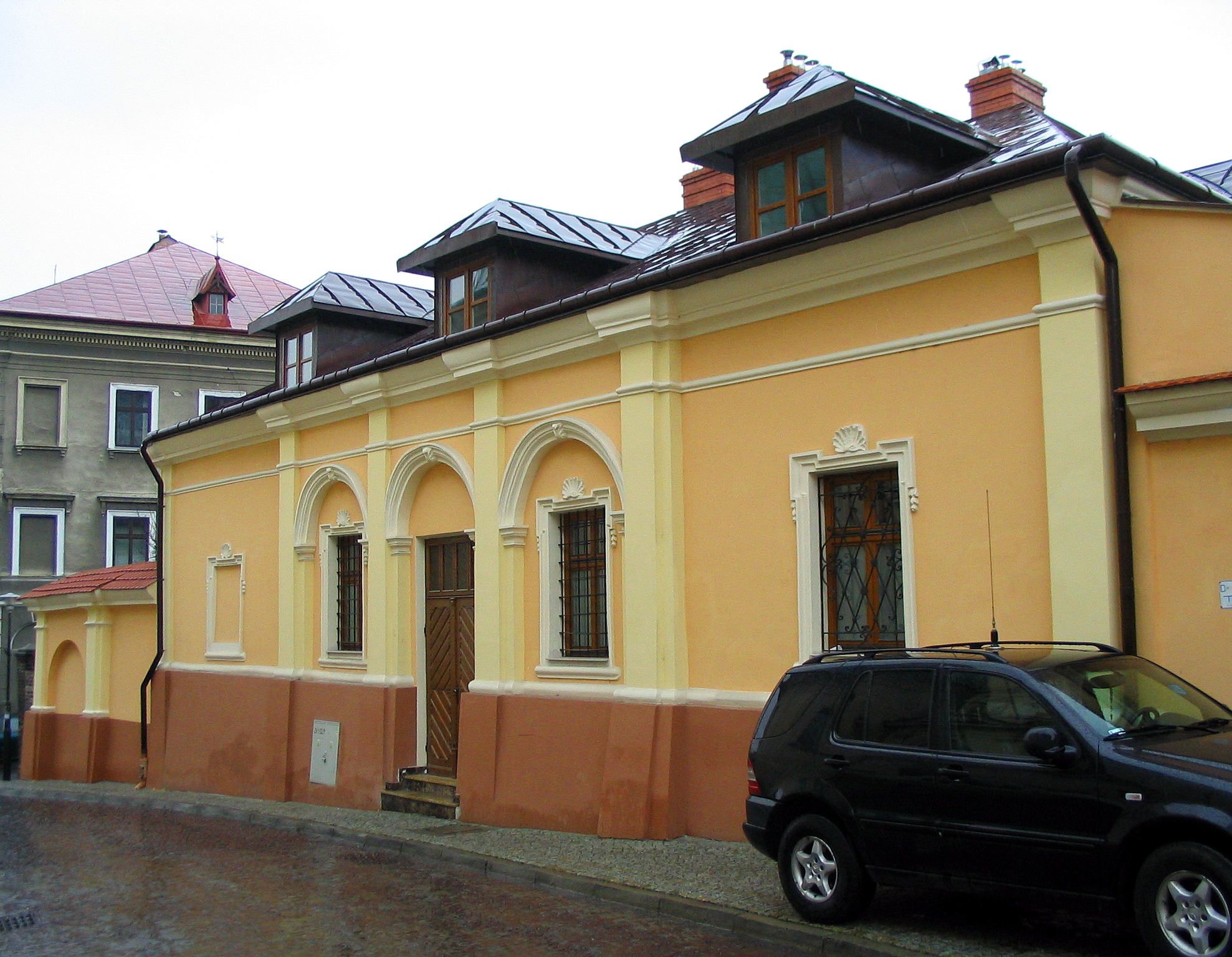
Будинок Станіслава Оріховського у Перемишлі

Уродженець Галичини. Народився 1513 року в селі Оріхівці, на той час Перемишльської землі Руського воєводства, в сім'ї руського шляхтича-католика Станіслава Оріховського — придворного польського короля Яна І Ольбрахта, який потім став писарем Перемишльської землі. Мати — шляхтянка Ядвіга Баранецька, дочка православного священика. За даними дослідників, міг мати до 12-ти братів та сестер. За відомостями, викладеними в листі до нунція Джан-Франческо Коммендоні, його предками були польські лицарі, що прибули до «Русі», народився в день св. Мартина.
Батько вирішив, що в житті він мав стати духівником. У 12-річному віці отримав нижчі капланські свячення, батько «вистарав» для нього посаду перемиського каноніка. 5 липня 1525 року був прийнятий до Перемиської капітули РКЦ.
Початкове навчання здобув у катедральній школі нижчого ступеня в Перемишлі, де отримав «початки письма і всіляких наук, відповідних хлоп'ячим літам», відзначаючись «швидким розумом і доброю пам'яттю». 1526 року продовжив освіту в Краківському університеті (вписаний до метрики 5 серпня 1526). Не задоволений схоластикою, що переважала тут, багато часу віддав приватним студіям; зокрема, вивчав лекцію Еразма Роттердамського «Apoftegmaty». Потім навчався у Відні (1527), де його наставником був відомий гуманіст і поет, професор Віденського університету Александр Брасікан.

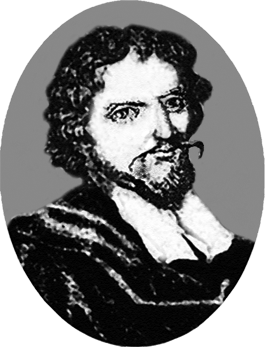
Станіслав Оріховський

1529 року, можливо, через підхід до міста османських військ, переїздить навчатись до Віттенберзького університету, потрапляє під вплив відомого реформатора Церкви Мартіна Лютера та його соратника гуманіста Філіппа Меланхтона. Мартіну Лютеру настільки припав до душі гострий на розум юнак, що він поселив його у себе. Весною 1530 року перебував в Польщі, 17 травня свідчив у ректорському суді після позову батька на його опікуна Антонія з Напаханя через вимагання цінної книги. Через Вроцлав вирушив знову до Віттенберґу, де влітку 1531 слухав виклади Меланхтона. Батько, не бажаючи його переходу на інший обряд, досить скоро наказав йому покинути Віттенберґ.
Згодом Станіслав відбуває до Італії, де слухає лекції в Падуанському (1532) та Болонському університетах (1540), вдосконалює освіту в Римі та Венеції. До кола його знайомих і близьких приятелів входили визначні церковні й державні діячі — Александр Фарнезе, Франціско Коммендоні, Гієронімо Гінуччі, філософи Антоні Пассера та Гаспар Контаріні. Не менш іменитих друзів мав у Німеччині — Лукас Кранах Старший, Ульріх фон Гутен, Альбрехт Дюрер.
1541 або 1543 року, після сімнадцятирічного перебування за кордоном, Оріховський повертається назавжди на батьківщину. Оселяється у родовому маєтку. Під тиском обставин й супроти власної волі приймає сан священика: на субдиякона його, всупереч звичаїв через неприйняття С. Оріховським причастя, через вельми тісні зв'язки з його батьком, висвятив Пйотр Стажеховський. Батько через недійсність свячення пізніше прокляв усіх нащадків С. Оріховського.
1550 року склав з себе повноваження пробоща, в середині грудня сприяв шлюбу приятеля-ксьондза Марціна Кровицького. Під час Пйотркувського сейму 1552 року мав багато захисників на чолі з Яном Амором Тарновським (також підтримав Петро Боратинський), що сприяло компромісному рішенню. Єпископи зняли відлучення (пол. klatwa), повернули духовний сан, і так отримали одного з найбільших захисників РКЦ в Польщі. Правдоподібно, був автором брошури «Narzekanie z wyznanim wiary nieboszczyka księdza biscupa kujawskiego Jana Drohojowskiego…», в якій критикував певних польських єпископів, РКЦ. Виступав на сеймику в Судовій Вишні 13 березня 1566 року. Заповіт написав перед смертю дружини в квітні 1566 року.
Оріховський усвідомлював себе русином. Свої твори часто підписував подвійним прізвищем — Оріховський-Роксолан або Оріховський-Русин. У них він виступає на захист України від османсько-татарських вторгнень, симпатизує православній релігії (будучи католиком).

### Сім'я
Заручився із Софією Страшувною — двірською Пйотра Кміти у Вишничі, про це інформував шляхту Руського воєводства на сеймику в Судовій Вишні 10 квітня 1550 року. За це єпископ Дзядуський погрожував йому відлученням. Погодились чекати дозволу з Риму. Петро Кміта за цей час видав Софію заміж, єпископ Самуель Мацейовський посадив до в'язниці Валентія з Кщонова.
9 або 19 лютого 1551 року в кальвінському зборі Льсціна (пол. Lścin, поблизу Єнджеюва) взяв шлюб з Маґдаленою Хелмською. За це був викликаний на суд єпископів, 8 квітня 1551 року судом шлюб був визнаний недійсним, Станіслав Оріховський був відлучений (виклятий) як «єретик», покараний вигнанням, конфіскацією майна. Під час зачитування вироку в Перемиській катедрі разом з озброєними шляхтичами увійшов до храму, де з амвона промовляв на свій захист. Потім подав скаргу до міського суду, написав також до Папи Юлія ІІІ. Дружині записав «оправу» на дідичних сільцях Баранчиці (під Самбором, тепер Баранівці) і Журавиці. Дружина померла в квітні 1566 року, мали дітей Андрія — старосту лайського (Інфляндія), ротмістра; Станіслава, Реміґія, Софію, Анну.

## Світогляд
Станіслав Оріховський-Роксолан — різноплановий мислитель, який виявив свої таланти у політиці, філософії, етиці, історії.
У галузі політики висловлював ідею «європейського дому» — згуртування європейських народів для подолання османської експансії. Оріховський — один із перших в Європі ідеолог освіченої монархії (вважав доцільним мати «філософа на троні»). Аналізував природу монархічної держави, вважав за необхідне дотримуватися виборності короля всім народом. Разом з тим, працював над основами теорії демократичної держави, де влада підзвітна народові. Відстоював тезу відокремлення церкви від держави та верховенство світської влади. Вважав необхідним підпорядкувати приватні інтереси суспільним. У громадському житті найголовнішим вважав принцип спільного блага.
Вважав, що целібат суперечить природі людини, її праву мати сім'ю і продовжувати рід. Звертався до Папи Римського з проханням скасувати целібат. Зокрема, цьому присвячена брошура «Pro ecclesia Christi» (Краків, 1546). Захищав Валентія з Кщонова — першого одруженого ксьондза.
Високо цінував освіту, мораль, рідну мову, культуру, релігійну толерантність, вільний вибір релігії, віру предків, гідність людини, патріотизм, служіння державі, громадську активність.
У галузі історії Оріховський підтримував цінності самосвідомості народу, історичної пам'яті, виховання патріотичних почуттів, любові до вітчизни. Саме йому належить фраза «Ruthenorum me esse et libenter profiteor» — «Я з рутенців, про що кажу охоче і з гордістю».
В історичній схемі Станіслава Оріховського до територій, наданих Александром Македонським за так званою Грамотою Александра Македонського слов'янам, зараховувалася Рутенія (Русь). Причому появу цієї грамоти Оріховський пов'язував із перемогою «полководців» Александра Македонського (якому приписував слов'янське походження) — Чеха, Леха, Руса (Роксолана). У праці «Напучення польському королю Сигізмунду Августу» виклав своє бачення образу ідеального короля. Щоб стати ідеальним королем для своїх підданих, філософ радить дотримуватися таких правил (в лапках — цитати з праці Станіслава Оріховського):
1. Прагнути справедливості та самовдосконалення:
«не всяка людина здатна бути при владі, а лише така, що за природою своєю прагне до правди і справедливості. Але й цього недостатньо. Треба, щоб прагнула вона до науки, яка саму людину зробить і правдивою, і справедливою.»

2. Добирати гідне оточення:
«А чи ти знаєш приятелів короля? Знаю, відповів би, то й що? А чи всі вони гідні жити поруч короля? Я б засумнівався і, якби наполягав, сказав: Ні, не всі. Хто ж вони, ті, хто не гідний короля? Відповідаю: Ті, хто завжди хвалить його.»

3. Дотримуватися розподілу повноважень:
«якщо сам будеш піклуватися про все у державі, будеш не королем, а дуже нещасним підданим.» або більш художня версія цієї думки «Чи добре плаватиметься кораблю, де капітан сам хоче гребти, кинути стерно й вести спостереження за небом, зірками та вітром?»

4. Вибрати правильне місце для мешкання:
«Ти — сторож королівства, так ми раніше вирішили. Місце ж сторожа, природно, не всередині, а поза тими речами, які стереже.»

5. Дбати про прихильників, адже «Без прихильності підданих неміцною і непевною буває влада королів.»
«По-перше, якщо нічого не називатимеш у державі своїм, а лиш одній республіці все приналежним вважатимеш і покажеш, що ти, король, є ніби сторожем держави. Бо сторож жодну річ з тих, які стереже, не може назвати своєю… Друга ж річ, яка викликає велику доброзичливість у підданих, коли тих, яких ті правителі зараховують до свого почту, ласкавістю своєю оточиш.»

6. Раціоналізувати службу у війську:
«Зроби так, щоб певний час по черзі воювало кілька воєводств: одного року, наприклад, певні якісь три воєводства, а іншого року — інші три. Таким способом найкраще державу захистиш. Супроти ж особливо великої ворожої сили готував би посполите рушення.»

7. Понад усе поважати закон:
«А тепер поясню тобі, що таке закон. Він, як я вже показував, сам є правителем вільної держави, але мовчазним, сліпим і глухим. Завдяки йому обирається одна людина, яку ми звемо королем. Вона є вустами, очима й вухами закону. Якби закон міг вислуховувати, вести бесіди, ніхто не обирав би короля; бо закон сам навчає, що слід робити. А тому, що всього цього робити не може, прибирає собі посередника — короля. Коли ж якийсь требоніанець — один з римських рабів, наприклад, Ульпіан, влещуючись до тебе, скаже, що ти наймогутніший у своїй державі, не погоджуйся. Скажи, що у твоїй батьківщині править не людина, а закон. Отже, коли тебе запитають: хто ти? — відповідай побожно і правдиво так: я король — вуста, очі й вуха закону, а точніше, інтерпретатор закону, який присягнувся віру в королівстві зміцнювати і нічого іншого не робити, як тільки те, що закон скаже. Така відповідь буде не лише правдивою, а й преславною, величною і гідною спадкоємця Казимира Великого.»

8. Обрати потужний сенат:
«король (оскільки не сам по собі, але з ласки своїх підданих правителем у республіці стає), щоб більше державі прислужитися, обирає собі в спільники найкращих, найвидатніших з-поміж громадян і з допомогою їхнього авторитету, порад і думок оберігає республіку і в час війни, і в час миру. (…) коли добірних мужів залучатимеш до сенату, ні про що так не дбай, як щоб між сенаторами була належна згода. Бо ніщо так швидко не руйнує держави, як чвари в сенаті.»

9. Запровадити незалежну судову систему:
«якби колись те рішення попереднього сейму ти прийняв, те, в якому сказано, що треба встановити в державі суд з виборних суддів і туди передати всі суперечки з приводу приватних справ, щоб ти не міг оскаржити їх.»

10. Не втручатися у справи церкви:
«за яким правом король у церкві вибирає єпископа? Чим ти кращий за мене, чи будь-кого іншого? Адже при однакових правах у всіх однакова сила. … Ще більший гріх, коли при виборах єпископа виголошують такі слова: „Королівська величність за твоє вірне низькопоклонство дарує тобі сан єпископа“.»

### «Gente Ruthenus natione Polonus»
Писав переважно латиною та польською мовою на теми державного устрою та релігії. Виступав на захист руської мови, підкреслював своє руське походження. Підписувався як «Orichovius Roxolanus» — Оріховський-Роксолан (русин).
Майже у всіх творах Станіслава Оріховського добре простежується його політична і етнічно-культурна самоідентифікація. Підписуючи свої твори, біля свого прізвища він ставив слова «Роксолан» або «Рутенець» («русин»), тому і відомий в історії як Оріховський-Роксолан (Orichovius Roxolanus). Відкрито ідентифікував він себе як «русина» в більшості своїх творів. Так, в одному з них — політичному трактаті «Зразковий підданий» (в українському перекладі більше відомий як «Напучення польському королеві Сигізмунду Августу») — Оріховський заявляє: «Я русин, гордий цим, охоче про це повсюдно кажу». Свій рідний Перемишль Оріховський неодноразово називає «руським». У листі до П. Рамузіо він пише: «Перемишль, досить показне місце в Русі». Русь він називає «своєю батьківщиною», взагалі для творів Оріховського характерна опозиція «ми — вони». До перших він відносить власне Русь і Польщу (хоча останню і не завжди), до других — Московію, Угорщину та інші зарубіжні країни.
Однак з «русинської» ідентифікацією в творах С. Оріховського органічно переплітається і тотожність з Польською державою, її релігією і культурою. У листі до П. Гамрата Оріховський пише: «Я людина рутенського роду, народився і вихований був у римському обряді». Ідентифікація з Польською державою добре простежується в листі до італійського гуманіста П. Рамузіо, де С. Оріховський відзначає, що студентів із земель Русі в західноєвропейських університетах називають поляками, оскільки вона «є провінцією, що входить до складу Польщі». Не чужою для Оріховського є і польська ідея сарматизму, сарматом він вважає і себе
Станіславу Оріховському довгий час приписували авторство формули ідентифікації українського шляхтича в Польщі: «руського племені польської нації» («gente Ruthenus natione Polonus»), що як не можна краще свідчить про дуалізм політичної свідомості. Дослідження, однак, не виявили у його творах такої формули, найбільш близькою за змістом є фраза «gente Roxolanus, natione vero Polonus» («роду роксоланського, походження польського»), що вказує на намагання автора вказати на своє походження від роксоланів, що вважались частиною сарматів, від яких виводила своє походження шляхта Речі Посполитої. Причиною помилки можна вважати неуважність ряду польських дослідників, що розробляли тематику так званої шляхетської нації Речі Посполитої. Проте, С. Оріховський, безумовно, добре бачив вплив етнічного, релігійного та ін. аспектів на життя суспільства. Зокрема йому належить формула самоідентифікації «Gente Scythia, natione Ruthenia» («Роду скіфського, народу руського»). Неоднозначність інтерпретацій ідентичнісних заяв Оріховського, скоріш за все, пов'язана із намаганням ряду істориків обґрунтувати наявність у Речі Посполитій надетнічної та надконфесійної «шляхетської нації», котра стала прототипом сучасної польської (одна із ідей польського романтизму). Разом із тим, пояснення складного самоусвідомлення Станіслава Оріховського можна шукати у його змішаному русько-польському походженні, а очевидна перевага руської ідентичності пояснюється регіональним патріотизмом та солідарністю із регіоном Галицької Русі, де він народився. З огляду на це професор Гарвардського університету Сергій Плохій пропонує розглядати досвід самовизначення Станіслава Оріховського як приклад «тривкості руської ідентичності на землях Польського королівства та її здатність асимілювати нових зверхників — польську шляхту».

### Право
С. Оріховський уперше в історії західноєвропейської та вітчизняної культури сформував та обрав основою осмислення державно-правових інститутів концепцію природного права; одним із перших в історії вітчизняної правової думки підтримав теорію суспільного договору походження держави; став першим українським мислителем, який у своїх філософських трактатах обґрунтовував окремі елементи правової держави (верховенство права, верховенство закону, принцип поділу влади на гілки та їх розмежування, визнання держави гарантом прав і свобод людини та безумовним носієм обов'язків перед нею); значну увагу приділив феномену свободи і принципам справедливості, рівності та невідчужуваності прав людини. Крім цього, основними об'єктами, які потрапили у поле осмислення та філософствування гуманіста, були проблеми оптимальної форми правління держави, яка б забезпечувала суспільне благо, гарантії прав та свобод людини, не суперечила і не порушувала постулати природно-правової концепції; правовий статус монарха у державі; правовий статус сенату; окремі аспекти внутрішньої та зовнішньої політики; співвідношення світської й духовної влади; взаємозв'язок моралі та політики; взаємозв'язок природного і позитивного права.
У системності та глибині осмислення природного права саме український мислитель більше, ніж на півстоліття випередив Г. Гроція, якому й досі низка сучасних дослідників віддає авторство природно-правової теорії. Зважаючи на це, українська вчена Оксана Дуфенюк обґрунтовує позицію визнання С. Оріховського основоположником теорії природного права в Європі.

### Елементи сарматизму
Не дивлячись на, загалом, гуманістичні погляди та вплив Реформації, для Оріховського характерними є і елементи супремасизму, притаманного ідеології так званого «Сарматизму». Зокрема, Оріховський стверджує генетичну неповноцінність певних народів у порівнянні з іншими. Наприклад у «Польських політичних діалогах» він запитує: 
«чи може Литва бути рівною Польщі? Ні не може. (бо) литовці звикли підкорятись, немає в них вродженого відчуття свободи і шляхетського благородства. Литовці з народження невільники. Жоден представник іншої нації чи литвин чи русин не може „навчитись“ цьому».

## Праці
- Дві промови «Про турецьку загрозу» (Краків. 1543—1544 pp.).
- До римського Папи, який вигадав целібат
- На промову Станіслава Оріховського, спрямовану проти запеклих оборонців ганебного целібату
- Лист до Павла Рамузіо
- Лист до Джан-Франческо (Яна Франціска) Коммендоні (10 грудня 1564, Радимно[23])
- «Про целібат» (Краків, 1547); магнат Ґурка Анджей став після цього його великим шанувальником та «опорою»[24]
- «Настанови польському королеві Сигизмунду Августу» (1543 p. і 1548 p.)
- «Літопис» (1554 p.)
- «Промова на похороні Сигизмунда І» (Венеція, 1548 p.), введена до антології «Промови найвидатніших мужів» (Венеція, 1559 р.), перевидана (Париж, 1566 p.; 1568 p. — Венеція, 1569 p. і 1586 p. — Кельн).
- Annales - Добромиль, друкарня Я. Шеліги, 1611
- Fidelis subditus - Львів, друкарня Шеліги, 1632
- «Природне право» (не збереглася).
- Станіслав Оріховський, твори, Дніпро, 2004, 672 сторінок
- Промова з нагоди одруження короля Сигізмунда ІІ Августа
- Діатриба
- Химера
- Квінкунс (2 частини)
- Автор багатьох листів, зокрема, 1 лютого 1546 написав краківському єпископу Самуелю Мацейовському з нагоди призначення, у ньому критикує католицький клір, має спрямування проти лютеранства[25]

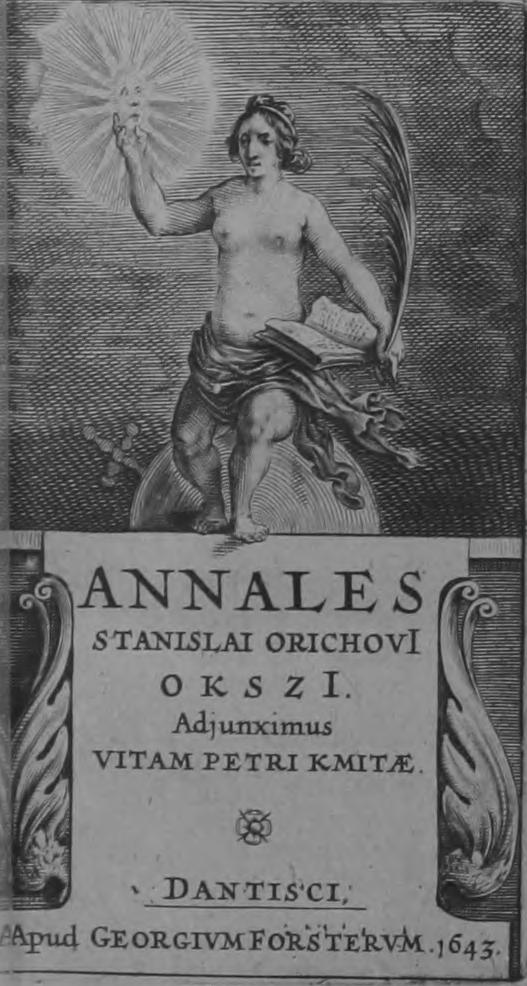
Обкладинка «Анналів», Ґданськ, 1643
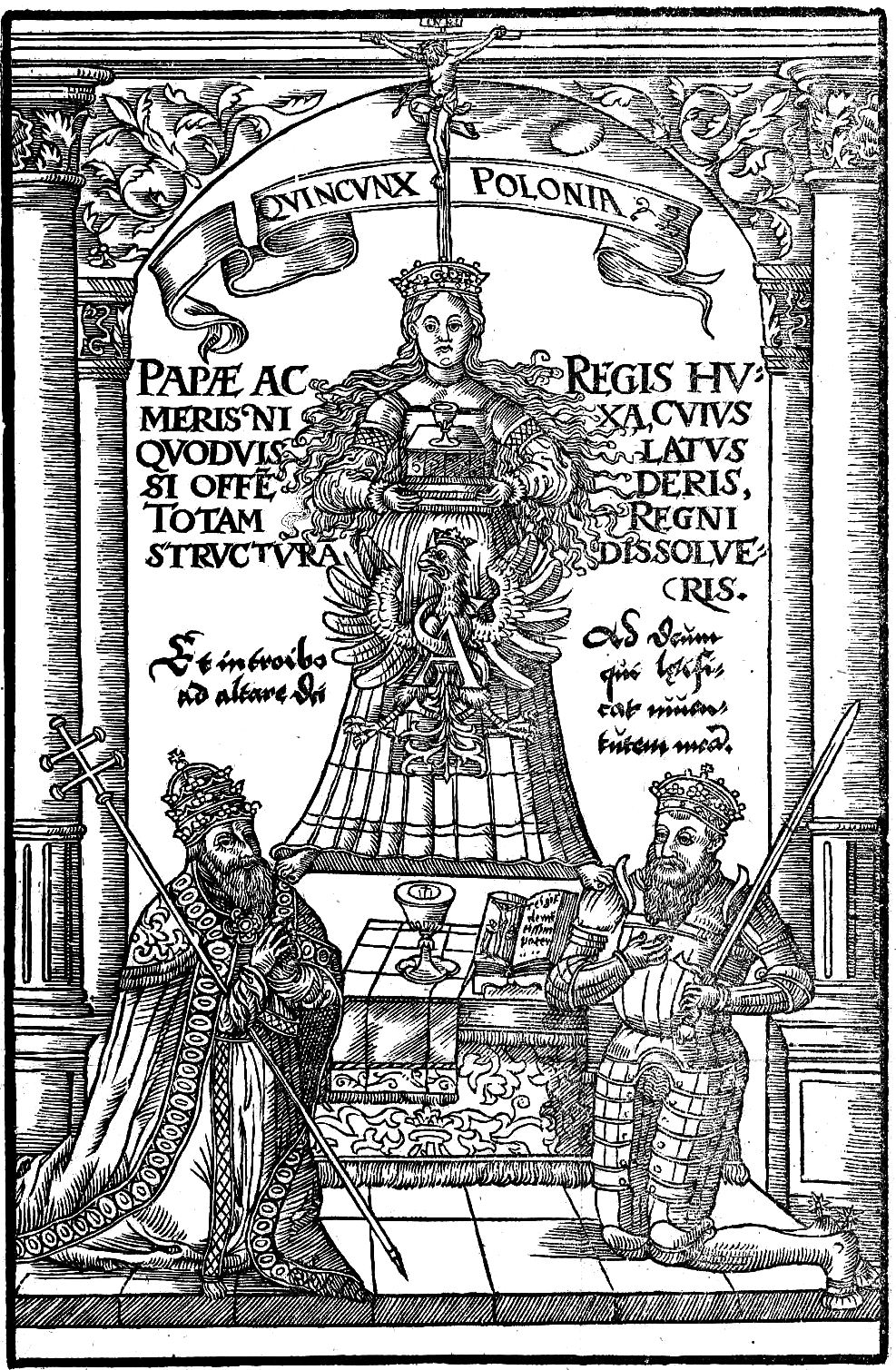
«Квінкунс», 1564 р.
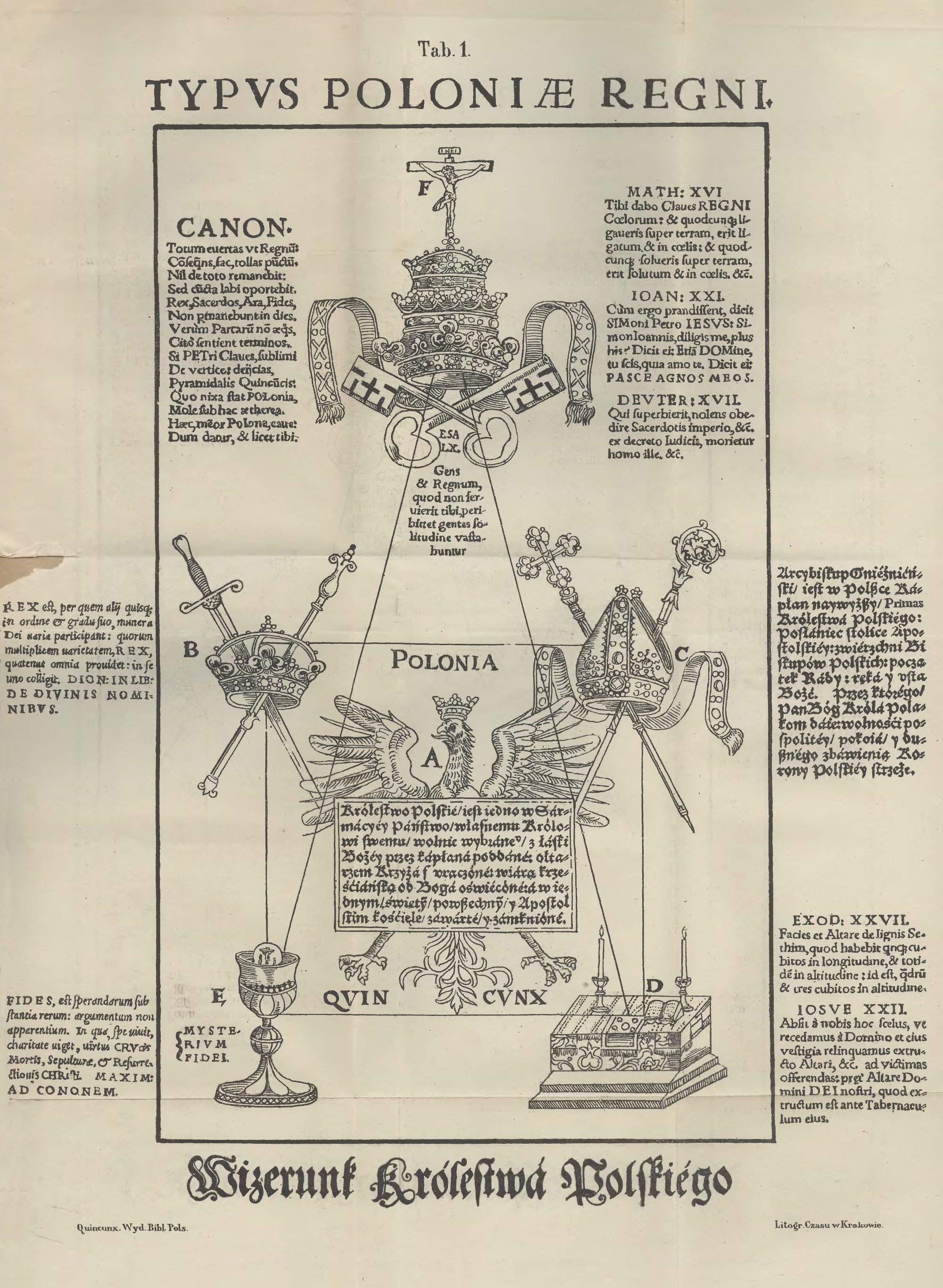
«Квінкунс», 1564 р.
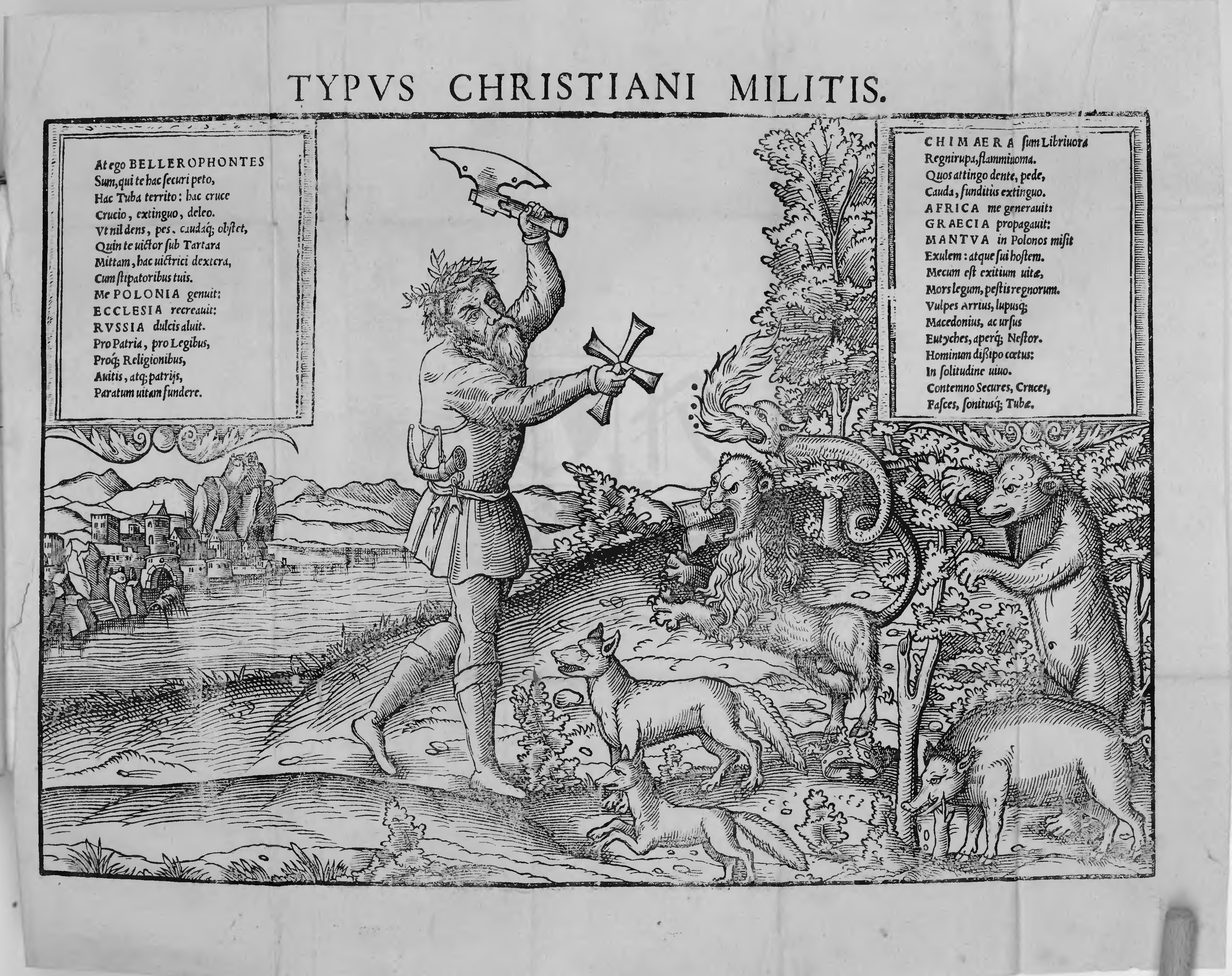
«Химера», 1563 р.

## Вшанування
- 2004 р. було видано збірку перекладів праць Станіслава Оріховського
- 2013 р. низка наукових осередків України (КНУ імені Тараса Шевченка, ЛНУ імені Івана Франка, ПХДПУ імені Григорія Скороводи та ін.) ініціює заходи з нагоди 500-річчя філософа
- З 2015 року в Дніпрі існує вулиця Станіслава Оріховського
- Українська Лютеранська Церква вважає Станіслава Оріховського одним з засновників своєї релігії.